# Ian Hallam
Ian Hallam (* 24. November 1948 in Nottingham, damals Basford) ist ein ehemaliger britischer Radrennfahrer.

## Werdegang
1970 errang Ian Hallam bei den Commonwealth Games in Edinburgh die Goldmedaille in der Einerverfolgung; im selben Jahr wurde er in Leicester Vize-Weltmeister in derselben Disziplin.

### Olympische Sommerspiele 1972
1972 startete er in München bei den Olympischen Sommerspielen in der die  Mannschaftsverfolgung und errang Bronze mit dem britischen Bahn-Vierer, mit Michael Bennett, Ronald Keeble und William Moore.
Im Jahr darauf belegte der britische Bahn-Vierer in der Besetzung Hallam, Bennett, Moore und Richard Evans Rang zwei bei den Bahn-Weltmeisterschaften in San Sebastián. In diesem Rennen war der deutsche Vierer wegen des Fehlers eines Bahnordners kurz vor dem Ziel gestürzt und die britische Mannschaft zunächst zum Weltmeister erklärt worden. Die britischen Fahrer lehnten jedoch die Entgegennahme der Goldmedaillen ab, und nach einem Protest der deutschen Mannschaft wurde der bundesdeutsche Vierer zum Weltmeister erklärt. Aufgrund dieses Vorfalls wurde die britische Mannschaft mit ihrem Trainer Norman Sheil später mit der „Fair-Play-Trophäe“ des Vereins Deutscher Sportjournalisten ausgezeichnet. Ferner wurden Hallam, seine Teamkollegen und Trainer Sheil bei der Gala zur Ehrung des Sportler des Jahres in Baden-Baden gesondert ausgezeichnet.
1974 startete Hallam bei den Commonwealth Games in Christchurch in vier Wettbewerben: In der Einer- und der Mannschaftsverfolgung (mit Bennett, Evans und Moore) holte er Gold, im 1000-Meter-Zeitfahren und dem Rennen über zehn Meilen Bronze. Von 1979 bis 1982 gewann er die nationale Meisterschaft im Omnium.

### Olympische Sommerspiele 1976
1976 startete er mit dem Bahnvierer (mit Bennett, Robin Croker und Ian Banbury) bei den Olympischen Spielen in Montreal und errang eine zweite olympische Bronzemedaille in der Mannschaftsverfolgung. Im selben Jahr gewann er das britische Milk Race.
Hallam war mehrfacher britischer Meister im Bahnradsport in den Disziplinen Einerverfolgung, 1000-Meter-Zeitfahren, Omnium und im Zweier-Mannschaftsfahren.
1969 bis 1971 gewann er den traditionsreichen Muratti Gold Cup auf der Radrennbahn von Manchester. Von 1978 bis 1982 fuhr Ian Hallam erfolgreich Straßenrennen als Profi in Großbritannien. So gewann er 1980 London-Glasgow und wurde 1981 Zweiter beim Tom-Simpson-Memorial. Hallam startete mehrfach bei Sechstagerennen, konnte aber lediglich als Amateur (1974 in Köln mit Michael Bennet) einmal gewinnen. Er gewann 1979 das Rennen The Golden Wheel, ein traditionsreiches internationales Bahnrennen in London.
Bis 2002 startete Hallam bei Radrennen in seiner Altersgruppe und wurde mehrfach Weltmeister bei den „Masters“. Von 1999 bis 2009 hielt er den Rekord über 2000 Meter in der Altersgruppe der 50- bis 54-Jährigen.
Ian Hallam ist Zahnarzt und führt eine Praxis in Petersfield, Hampshire.